# Осемзнаци Сулеман
Осемзнаците на Сулеман са най-големият брой деца, износени и родени едновременно от една майка, Надя Сулеман. Родени са на 26 януари 2009 г. в Белфлауър, Калифорния. Децата са заченати чрез инвитро оплождане. От тях 6 са момчета и 2 момичета. Раждането се извършва чрез планирано цезарово сечение и включва 46 души медицински персонал. Надя Сулеман износва бебетата до 31-вата седмица. Имената на децата са: Ноа, Малия, Исая, Нария, Йона, Макай, Йосая и Джеремая. Майката заявява, че е избрала библейски имена и всичките носят средно име Ейнджъл (ангел) и фамилия Соломон като биологичния им баща.
| Ред | Час на раждането | Пол    | Тегло при раждането | Име      |
| --- | ---------------- | ------ | ------------------- | -------- |
| A   | 10:43            | момче  | 1.2 kg              | Ноа      |
| B   | 10:44            | момиче | 1.2 kg              | Малия    |
| C   | 10:45            | момче  | 1.5 kg              | Исая     |
| D   | 10:45            | момиче | 1.1 kg              | Нария    |
| E   | 10:46            | момче  | 0.68 kg             | Йона     |
| F   | 10:47            | момче  | 1.2 kg              | Макай    |
| G   | 10:47            | момче  | 0.88 kg             | Йосая    |
| H   | 10:48            | момче  | 1.2 kg              | Джеремая |

Надя Сулеман заявява, че донор на сперматозоидите за зачеването им е Дейвид Соломон. През 2009 г., баща ѝ 67-годишният Едуард Дуул Сулеман, който се идентифицира като бивш иракски военен, казва, че ще се върне в родния си Ирак като преводач и шофьор, за да издържа дъщеря си и нейните общо четиринадесет деца. Нейната майка и тяхна баба, 69-годишната Анджела Виктория Сулеман, пенсионирана учителка, помага в грижата за всички деца.
През март 2019 австралийското телевизионно предаване Sunday Night интервюира Сулеман за 10-годшнината на осемзнаците и разказва, че домакинството се води с „военна дисциплина“ и че децата са „здрави, щастливи и добре възпитани“.